# Кошелева (присілок)
Ко́шелева (рос. Кошелева) — присілок у складі Заводоуковського міського округу Тюменської області, Росія.
Населення — 109 осіб (2010, 117 у 2002).
Національний склад станом на 2002 рік:
- росіяни — 83 %